# Évelyne Pieiller
 (mars 2020).
Évelyne Pieiller, née de Geyter à Paris, est une femme de lettres et journaliste française

## Biographie
Étudiante en philosophie, elle devient ensuite critique de rock 'n' roll, puis de littérature. Elle collabore à La Quinzaine littéraire depuis mars 1979. Elle écrit ensuite dans le périodique Révolution, la revue Regards, ainsi qu'à L'Insensé et au Magazine littéraire.
Elle est membre de la rédaction du Monde diplomatique.

## Œuvres
- Brillants passants de la nuit : roman, Paris, Flammarion, 1982, 202 p. (ISBN 2-08-064430-0, BNF 34670205)
- Eldorado et cavaliers : roman, Paris, Maurice Nadeau, 1984, 146 p. (ISBN 2-86231-053-0, BNF 34781399)
- La Nuit des navigateurs, Paris, Christian Bourgois, 1987, 173 p. (ISBN 2-267-00493-3, BNF 34908571)
- Musique maestra : le surprenant mais néanmoins véridique récit de l'histoire des femmes dans la musique du XVIIe au XIXe siècle, Paris, Plume, 1992, 207 p. (ISBN 2-908034-37-9, BNF 35509067)
- Tango  (ill. Isabel Muñoz), Paris, Flammarion, 1994, 109 p. (ISBN 2-908034-93-X, BNF 35730328)
- Théâtre, Paris, Christian Bourgois, 1997, 190 p. (ISBN 2-267-01376-2, BNF 36169971)Comprend deux pièces, L'École de la nuit et À l'aventure.
- Le Grand Théâtre  (préf. Ariane Ascaride), Paris, Eden, coll. « Folies d'encre », 2000, 61 p. (ISBN 2-913245-26-9, BNF 37218290)
- L'Almanach des contrariés, Paris, Gallimard, coll. « L'Arpenteur », 2002, 138 p. (ISBN 2-07-076586-5, BNF 38840813)
- Évelyne Pieiller et Edgard Garcia, Une histoire du rock pour les ados, Vauvert, Au Diable Vauvert, 2013, 122 p. (ISBN 978-2-84626-467-9, BNF 43577370)

## Filmographie
- Coitado do Jorge (scénario, 1993).
- Elle (scénario avec Mercedes Pinto, Raoul Ruiz et Valeria Sarmiento, 1995).
- L'Inconnu de Strasbourg (scénario avec Gérard Mordillat, Raoul Ruiz et Valeria Sarmiento, 1998).
- Y'a bon les blancs (scénario, 1988).